# Xylota penicillata
Xylota penicillata är en tvåvingeart som beskrevs av Enrico Adelelmo Brunetti 1923. Xylota penicillata ingår i släktet vedblomflugor, och familjen blomflugor. Inga underarter finns listade i Catalogue of Life.